# Freja
Freja fue un satélite artificial sueco diseñado para obtener imágenes de las auroras boreales y medir partículas y campos en la ionosfera superior y la magnetosfera inferior. Fue lanzado el 6 de octubre de 1992 desde el Centro de Lanzamiento Satelital de Jiuquan, por un Larga Marcha 2C.
Freja continuó el trabajo hecho por el satélite Viking. El proyecto fue iniciado en 1987, siendo financiado tanto por Suecia y la República Federal de Alemania. Realizó medidas de altas resolución en la ionosfera superior y la magnetosfera inferior. Las estaciones de recogida de datos se encontraban en Esrange (Kiruna, Suecia) y en la provincia de Saskatchewan, en Canadá.

## Nave
La nave tenía una estructura de magnesio, un magnetómetro de tres ejes, sensores solares y un sensor infrarrojo de apuntado a la Tierra para mantener su posición. Se estabilizaba mediante giro. Sus paneles solares producían hasta 130 vatios de potencia, alimentando unas baterías de níquel-cadmio. La telemetría y los datos se emitían en banda S.

## Instrumentos
La carga útil suponía 60 kg del total de la masa de la nave, y consumía 81 vatios. Los experimentos iban situados en seis largueros radiales de entre 1 y 15 metros de largo. 